# Valérie André
Valérie Marie André, född 21 april 1922 i Strasbourg, Bas-Rhin, död 21 januari 2025 i Issy-les-Moulineaux, Hauts-de-Seine, var en fransk neurokirurg, militärläkare, helikopterpilot samt medlem av den franska motståndsrörelsen under andra världskriget.

## Biografi
Valérie André växte upp i Strasbourg. Hon var tidigt fascinerad av flygning och tog i sena tonåren 1939, före andra världskriget, flyglektioner på den lokala flygklubben. Detta avbröts av den tyska invasionen maj–juni 1940, då den medicinska fakulteten på Strasbourgs universitet evakuerades till Clermont-Ferrand. Efter det att tyskarna i november 1942 ockuperat också den södra delen av Frankrike, gick hon under jorden i Paris för att undvika att som student från Alsace deporteras till Tyskland.
Efter andra världskriget tog Valérie André 1947 läkarexamen på Paris universitet. Hon blev militärläkare 1948 och utbildade sig till militär fallskärmshoppare 1948 samt till segelflygare.
Hon arbetade därefter i franska armén på sjukhus i Mỹ Tho och Saigon i Indokina 1948–1949, varefter hon utbildade sig till helikopterpilot på flygskolan på Pontoise-Cormeilles Aerodrome. Åter i Indokina, flög hon sårade med helikopter Hiller 360 till 1953.
Hon tjänstgjorde också som militärläkare och helikopterpilot i Algeriet under Algerietrevolten från 1960.
År 1976 blev hon general och militär chefsläkare.
Héliport de Paris - Issy-les-Moulineaux – Valérie André uppkallades efter henne i april 2022, i samband med hennes hundraårsdag.